# Футбол на летних Олимпийских играх 2012 (мужчины)
В мужском турнире по футболу на летних Олимпийских играх 2012 принимали участие 16 команд. Соревнования начались 26 июля и проходили в 6 городах Великобритании: Лондоне, Глазго, Кардиффе, Ковентри, Манчестере и Ньюкасле. Финал футбольного первенства был сыгран 11 августа на стадионе «Уэмбли». Впервые после Олимпиады 1960 года в Риме одним из участников турнира стала олимпийская сборная Великобритании.
Мужской футбольный турнир — единственная дисциплина на Олимпийских играх в Лондоне, в которой было традиционное ограничение по максимальному возрасту участников. Каждая сборная могла заявить только 3 футболистов, которые родились до 1 января 1989 года.
5-кратные чемпионы мира по футболу бразильцы в очередной раз упустили возможность выиграть первое олимпийское золото, проиграв в финале мексиканцам.

## Медалисты
| Золото | Серебро | Бронза |
| Мексика Хавьер Акино · Нестор Араухо · Нестор Видрио · Хосе Корона · Хавьер Кортес · Ирам Мьер · Орибе Перальта · Мигель Понсе · Диего Рейес · Хосе Родригес · Карлос Сальсидо · Джованни дос Сантос · Марко Фабиан · Дарвин Чавес · Исраэль Хименес · Рауль Хименес · Хорхе Энрике · Эктор Эррера | Бразилия Габриэл · Гансо · Леандро Дамиан · Данило · Жуан Жезус · Лукас · Марсело · Неймар · Нето · Оскар · Алешандре Пато · Рафаэл · Ромуло · Алекс Сандро · Сандро · Тиагу Силва · Бруно Увини · Халк | Республика Корея Ки Сон Ён · Ким Бо Гён · Ким Ги Хи · Ким Ён Гвон · Ким Хён Сон · Ким Чхан Су · Ку Джа Чхоль · Ли Бом Ён · Нам Тхэ Хи · О Джэ Сок · Пак Чон У · Пак Чу Ён · Пэк Сон Дон · Хван Сок Хо · Чи Дон Вон · Чон Сон Рён · Чон У Ён · Юн Сок Ён |

## Квалификация
| Турнир                                                                 | Дата                            | Место проведения | Места | Команды                     |
| ---------------------------------------------------------------------- | ------------------------------- | ---------------- | ----- | --------------------------- |
| Принимающая сторона                                                    | —                               | —                | 1     | Великобритания              |
| Отборочный турнир Азии                                                 | 23 февраля 2011 — 29 марта 2012 | —                | 3     | Республика Корея ОАЭ Япония |
| Чемпионат Африки по футболу среди молодёжных команд 2011 (до 23-х лет) | 26 ноября — 10 декабря 2011     | Марокко          | 3     | Габон Марокко Египет        |
| Отборочный турнир Америки                                              | 22 марта — 2 апреля 2012        | США              | 2     | Мексика Гондурас            |
| Чемпионат Южной Америки среди молодёжных команд 2011                   | 16 января — 12 февраля 2012     | Перу             | 2     | Бразилия Уругвай            |
| Отборочный турнир Океании                                              | 16 марта — 25 марта 2012        | Новая Зеландия   | 1     | Новая Зеландия              |
| Чемпионат Европы среди молодёжных команд 2011                          | 10 июня — 23 июня 2012          | Дания            | 3     | Испания Швейцария Беларусь  |
| Плей-офф между лучшими неквалифицированными командами АФК и КАФ        | 23 апреля 2012                  | Великобритания   | 1     | Сенегал                     |
| Всего                                                                  |                                 |                  | 16    |                             |

## Составы команд
Согласно правилам олимпийского турнира, в мужском соревновании по футболу участвуют специальные олимпийские сборные, состоящие из 18 игроков, из которых 15 должны быть рождены не раньше 1 января 1989 года. Также в составе должно быть не менее двух вратарей.

## Судьи
Список судей, которые будут обслуживать матчи команд на олимпийском турнире, был опубликован 19 апреля 2012 года.
| Конфедерация | Судьи             | Помощники судей                        |
| ------------ | ----------------- | -------------------------------------- |
| АФК          | Бенджамин Уильямс | Мэттью Крим Хакан Аназ                 |
| АФК          | Равшан Ирматов    | Абдухамидулло Расулов Бахадыр Кочкаров |
| АФК          | Юити Нисимура     | Тору Сагара Тосиюки Наги               |
| КАФ          | Бакари Гассама    | Джейсон Даму Ангесом Огбамариам        |
| КАФ          | Селим Жедиди      | Бешир Хасани Шериф Хасан               |
| КОНКАКАФ     | Роберто Гарсия    | Хосе Камарго Альберто Морин            |
| КОНКАКАФ     | Марк Гейгер       | Марк Хёрд Джо Флетчер                  |
| КОНМЕБОЛ     | Рауль Ороско      | Эфраин Кастро Ароль Вальда             |
| КОНМЕБОЛ     | Хуан Сото         | Хорхе Уррего Карлос Лопес              |
| КОНМЕБОЛ     | Вильмар Рольдан   | Умберто Клавихо Эдуардо Диас           |

| Конфедерация | Судьи            | Помощники судей                          |
| ------------ | ---------------- | ---------------------------------------- |
| ОФК          | Питер О’Лири     | Ян-Хендрик Хинц Равинеш Кумар            |
| УЕФА         | Марк Клаттенбург | Стефен Чайлд Саймон Бек                  |
| УЕФА         | Феликс Брых      | Марк Борш Стефан Лупп                    |
| УЕФА         | Джанлука Рокки   | Эленито Ди Либераторе Джанлука Кариолато |
| УЕФА         | Свейн Моэн       | Ким Хаглунн Франк Андас                  |
| УЕФА         | Павел Краловец   | Мартин Вилчек Антонин Кордула            |

## Групповой этап

### Группа А
| Поз | Команда            | И | В | Н | П | МЗ | МП | РМ | О | Квалификация     |
| --- | ------------------ | - | - | - | - | -- | -- | -- | - | ---------------- |
| 1   | Великобритания (Х) | 3 | 2 | 1 | 0 | 5  | 2  | +3 | 7 | Выход в плей-офф |
| 2   | Сенегал            | 3 | 1 | 2 | 0 | 4  | 2  | +2 | 5 | Выход в плей-офф |
| 3   | Уругвай            | 3 | 1 | 0 | 2 | 2  | 4  | −2 | 3 |                  |
| 4   | ОАЭ                | 3 | 0 | 1 | 2 | 3  | 6  | −3 | 1 |                  |

| ОАЭ       | 1:2     | Уругвай                   |
| --------- | ------- | ------------------------- |
| Матар 23′ | (отчёт) | Рамирес 42′ · Лодейро 56′ |

| Великобритания | 1:1     | Сенегал    |
| -------------- | ------- | ---------- |
| Беллами 20′    | (отчёт) | Конате 82′ |

| Сенегал         | 2:0     | Уругвай |
| --------------- | ------- | ------- |
| Конате 10′, 37′ | (отчёт) |         |

| Великобритания                         | 3:1     | ОАЭ      |
| -------------------------------------- | ------- | -------- |
| Гиггз 16′ · Синклер 73′ · Старридж 76′ | (отчёт) | Эйса 60′ |

| Сенегал    | 1:1     | ОАЭ       |
| ---------- | ------- | --------- |
| Конате 49′ | (отчёт) | Матар 21′ |

| Великобритания | 1:0     | Уругвай |
| -------------- | ------- | ------- |
| Старридж 45+1′ | (отчёт) |         |

### Группа B
| Поз | Команда          | И | В | Н | П | МЗ | МП | РМ | О | Квалификация     |
| --- | ---------------- | - | - | - | - | -- | -- | -- | - | ---------------- |
| 1   | Мексика          | 3 | 2 | 1 | 0 | 3  | 0  | +3 | 7 | Выход в плей-офф |
| 2   | Республика Корея | 3 | 1 | 2 | 0 | 2  | 1  | +1 | 5 | Выход в плей-офф |
| 3   | Габон            | 3 | 0 | 2 | 1 | 1  | 3  | −2 | 2 |                  |
| 4   | Швейцария        | 3 | 0 | 1 | 2 | 2  | 4  | −2 | 1 |                  |

| Мексика | 0:0     | Республика Корея |
| ------- | ------- | ---------------- |
|         | (отчёт) |                  |

| Габон         | 1:1     | Швейцария         |
| ------------- | ------- | ----------------- |
| Обамейянг 45′ | (отчёт) | Мехмеди 5′ (пен.) |

| Мексика                    | 2:0     | Габон |
| -------------------------- | ------- | ----- |
| дос Сантос 63′, 90′ (пен.) | (отчёт) |       |

| Республика Корея               | 2:1     | Швейцария   |
| ------------------------------ | ------- | ----------- |
| Пак Чу Ён 57′ · Ким Бо Гён 64′ | (отчёт) | Эмегара 60′ |

| Мексика      | 1:0     | Швейцария |
| ------------ | ------- | --------- |
| Перальта 69′ | (отчёт) |           |

| Республика Корея | 0:0     | Габон |
| ---------------- | ------- | ----- |
|                  | (отчёт) |       |

### Группа C
| Поз | Команда        | И | В | Н | П | МЗ | МП | РМ | О | Квалификация     |
| --- | -------------- | - | - | - | - | -- | -- | -- | - | ---------------- |
| 1   | Бразилия       | 3 | 3 | 0 | 0 | 9  | 3  | +6 | 9 | Выход в плей-офф |
| 2   | Египет         | 3 | 1 | 1 | 1 | 6  | 5  | +1 | 4 | Выход в плей-офф |
| 3   | Беларусь       | 3 | 1 | 0 | 2 | 3  | 6  | −3 | 3 |                  |
| 4   | Новая Зеландия | 3 | 0 | 1 | 2 | 1  | 5  | −4 | 1 |                  |

| Беларусь | 1:0     | Новая Зеландия |
| -------- | ------- | -------------- |
| Бага 45′ | (отчёт) |                |

| Бразилия                                     | 3:2     | Египет                   |
| -------------------------------------------- | ------- | ------------------------ |
| Рафаэл 16′ · Леандро Дамиан 26′ · Неймар 30′ | (отчёт) | Абутрика 52′ · Салах 76′ |

| Египет    | 1:1     | Новая Зеландия |
| --------- | ------- | -------------- |
| Салах 40′ | (отчёт) | Вуд 17′        |

| Бразилия                          | 3:1     | Беларусь   |
| --------------------------------- | ------- | ---------- |
| Пато 15′ · Неймар 65′ · Оскар 90′ | (отчёт) | Брессан 8′ |

| Бразилия                                     | 3:0     | Новая Зеландия |
| -------------------------------------------- | ------- | -------------- |
| Данило 23′ · Леандро Дамиан 29′ · Сандро 52′ | (отчёт) |                |

| Египет                                | 3:1     | Беларусь     |
| ------------------------------------- | ------- | ------------ |
| Салах 56′ · Мохсен 73′ · Абутрика 79′ | (отчёт) | Воронков 87′ |

### Группа D
| Поз | Команда  | И | В | Н | П | МЗ | МП | РМ | О | Квалификация     |
| --- | -------- | - | - | - | - | -- | -- | -- | - | ---------------- |
| 1   | Япония   | 3 | 2 | 1 | 0 | 2  | 0  | +2 | 7 | Выход в плей-офф |
| 2   | Гондурас | 3 | 1 | 2 | 0 | 3  | 2  | +1 | 5 | Выход в плей-офф |
| 3   | Марокко  | 3 | 0 | 2 | 1 | 2  | 3  | −1 | 2 |                  |
| 4   | Испания  | 3 | 0 | 1 | 2 | 0  | 2  | −2 | 1 |                  |

| Гондурас                 | 2:2     | Марокко                  |
| ------------------------ | ------- | ------------------------ |
| Бенгтсон 56′, 65′ (пен.) | (отчёт) | Баррада 39′ · Лабьяд 67′ |

| Испания | 0:1     | Япония      |
| ------- | ------- | ----------- |
|         | (отчёт) | Юки Оцу 34′ |

| Япония    | 1:0     | Марокко |
| --------- | ------- | ------- |
| Нагаи 84′ | (отчёт) |         |

| Испания | 0:1     | Гондурас    |
| ------- | ------- | ----------- |
|         | (отчёт) | Бенгтсон 7′ |

| Испания | 0:0     | Марокко |
| ------- | ------- | ------- |
|         | (отчёт) |         |

| Япония | 0:0     | Гондурас |
| ------ | ------- | -------- |
|        | (отчёт) |          |

## Плей-офф

### Сетка
|  | Четвертьфиналы                | Четвертьфиналы     |                       |   | Полуфиналы        | Полуфиналы        |  |  | Финал | Финал |
|  |                               |                    |                       |   |                   |                   |  |  |       |       |
|  | 4 августа — Кардифф           |                    |                       |   |                   |                   |  |  |       |       |
|  |                               |                    |                       |   |                   |                   |  |  |       |       |
|  | Великобритания                | 1 (4)              |                       |   |                   |                   |  |  |       |       |
|  | Великобритания                | 1 (4)              | 7 августа — Манчестер |   |                   |                   |  |  |       |       |
|  | Республика Корея (пен.)       | 1 (5)              |                       |   |                   |                   |  |  |       |       |
|  | Республика Корея (пен.)       | 1 (5)              | Республика Корея      | 0 |                   |                   |  |  |       |       |
|  | 4 августа — Ньюкасл-апон-Тайн |                    | Республика Корея      | 0 |                   |                   |  |  |       |       |
|  |                               | Бразилия           | 3                     |   |                   |                   |  |  |       |       |
|  | Бразилия                      | Бразилия           | 3                     | 3 |                   |                   |  |  |       |       |
|  | Бразилия                      |                    | 11 августа — Лондон   | 3 |                   |                   |  |  |       |       |
|  | Гондурас                      | 2                  |                       |   |                   |                   |  |  |       |       |
|  | Гондурас                      | 2                  | Бразилия              | 1 |                   |                   |  |  |       |       |
|  | 4 августа — Лондон            |                    | Бразилия              | 1 |                   |                   |  |  |       |       |
|  |                               | Мексика            | 2                     |   |                   |                   |  |  |       |       |
|  | Мексика (доп. вр.)            | Мексика            | 2                     | 4 |                   |                   |  |  |       |       |
|  | Мексика (доп. вр.)            | 7 августа — Лондон |                       | 4 |                   |                   |  |  |       |       |
|  | Сенегал                       | 2                  |                       |   |                   |                   |  |  |       |       |
|  | Сенегал                       | 2                  | Мексика               | 3 |                   |                   |  |  |       |       |
|  | 4 августа — Манчестер         |                    | Мексика               | 3 |                   |                   |  |  |       |       |
|  |                               | Япония             | 1                     |   | Матч за 3-е место | Матч за 3-е место |  |  |       |       |
|  | Япония                        | Япония             | 1                     | 3 | Матч за 3-е место | Матч за 3-е место |  |  |       |       |
|  | Япония                        |                    | 10 августа — Кардифф  | 3 |                   |                   |  |  |       |       |
|  | Египет                        | 0                  |                       |   |                   |                   |  |  |       |       |
|  | Египет                        | 0                  | Республика Корея      | 2 |                   |                   |  |  |       |       |
|  |                               |                    |                       |   |                   |                   |  |  |       |       |
|  | Япония                        | 0                  |                       |   |                   |                   |  |  |       |       |
|  | Япония                        | 0                  |                       |   |                   |                   |  |  |       |       |

### Четвертьфиналы
| Япония                          | 3:0     | Египет |
| ------------------------------- | ------- | ------ |
| Нагаи 14′ · Ёсида 78′ · Оцу 83′ | (отчёт) |        |

| Мексика                                                | 4:2 (доп. вр.) | Сенегал                 |
| ------------------------------------------------------ | -------------- | ----------------------- |
| Энрикес 10′ · Акино 62′ · дос Сантос 98′ · Эррера 109′ | (отчёт)        | Конате 69′ · Бальде 76′ |

| Бразилия                                    | 3:2     | Гондурас                    |
| ------------------------------------------- | ------- | --------------------------- |
| Леандро Дамиан 38′, 60′ · Неймар 50′ (пен.) | (отчёт) | Мартинес 12′ · Эспиноса 48′ |

| Великобритания                               | 1:1 (доп. вр.) | Республика Корея                                                 |
| -------------------------------------------- | -------------- | ---------------------------------------------------------------- |
| Рэмзи 36′ (пен.)                             | (отчёт)        | Чи Дон Вон 29′                                                   |
| Пенальти                                     |                |                                                                  |
| Рэмзи · Клеверли · Доусон · Гиггз · Старридж | 4:5            | Ку Джа Чхоль · Бак Сун Дон · Хван Сок Хо · Пак Чон У · Ки Сон Ён |

### Полуфиналы
| Мексика                                  | 3:1     | Япония  |
| ---------------------------------------- | ------- | ------- |
| Фабиан 31′ · Перальта 65′ · Кортес 90+3′ | (отчёт) | Оцу 12′ |

| Республика Корея | 0:3     | Бразилия                             |
| ---------------- | ------- | ------------------------------------ |
|                  | (отчёт) | Ромуло 34′ · Леандро Дамиан 57′, 64′ |

### Матч за 3-е место
| Республика Корея                 | 2:0     | Япония |
| -------------------------------- | ------- | ------ |
| Пак Чу Ён 38′ · Ку Джа Чхоль 57′ | (отчёт) |        |

### Финал
| Бразилия   | 1:2     | Мексика          |
| ---------- | ------- | ---------------- |
| Халк 90+1′ | (отчёт) | Перальта 1′, 75′ |

## Список бомбардиров
- 6 голов
  -  Леандро Дамиан
- 5 голов
  -  Мусса Конате
- 4 гола
  -  Орибе Перальта
- 3 гола
  -  Неймар
  -  Джерри Бенгтсон
  -  Мохаммед Салах
  -  Джованни дос Сантос
  -  Юки Оцу
- 2 гола
  -  Дэниел Старридж
  -  Мохаммед Абутрика
  -  Исмаил Матар
  -  Пак Чу Ён
  -  Кэнсукэ Нагаи
- 1 гол

| - - Дмитрий Бага - Ренан Брессан - Андрей Воронков - Данило - Оскар - Алешандре Пато - Рафаэл - Ромуло - Сандро - Халк - Крейг Беллами - Райан Гиггз - Арон Рэмзи - Скотт Синклер - Пьер-Эмерик Обамейянг - Марио Мартинес - Роджер Эспиноса - Марван Мохсен | - - Абделазиз Баррада - Закария Лабьяд - Хавьер Акино - Хавьер Кортес - Марко Фабиан - Хорхе Энрикес - Эктор Эррера - Крис Вуд - Рашид Эйса - Ибраима Бальде - Николас Лодейро - Гастон Рамирес - Адмир Мехмеди - Инносент Эмегара - Ким Бо Гён - Ку Джа Чхоль - Чи Дон Вон - Мая Ёсида |